# Рівняння Шиманського
Рівняння Шиманського — співвідношення, що встановлює залежність теплоти випаровування речовини від температури.
Рівняння Шиманського має вигляд:
{\displaystyle L=L_{0}{\text{th}}{\frac {LT_{C}}{L_{0}T}}},
де L — прихована теплота випаровування при температурі T, TC — критична температура, L0 має сенс теплоти випаровування при температурі {\displaystyle T\rightarrow 0}.
Вперше отримане Юрієм Івановичем Шиманським в 1955 році, спочатку емпірично, а потім теоретично.
У рівнянні Шиманського немає довільних сталих, оскільки значення критичної температури TC можна визначити експериментальним шляхом, а L0 визначається із рівняння, якщо прихована теплота випаровування відома хоча б за однієї температури.
Рівняння Шиманського добре описує експериментальні температурні залежності теплоти випаровування для рідин різноманітних типів хімічних сполук. Для хімічних сполук одної групи значення {\displaystyle L_{0}/T_{C}} залишається практично сталим. Для кожної групи зокрема рівняння можна переписати у вигляді
{\displaystyle {\frac {L}{AT_{C}}}={\text{th}}{\frac {L}{AT}}},
де
{\displaystyle A={\frac {L_{0}}{T_{C}}}={\text{const}}}.
Умова {\displaystyle L_{0}/T_{C}=} const є математичним виразом принципу подібності молекулярної будови рідин. Значення TC відіграє роль параметра для сімейства кривих температурної залежності L.